# 奧克希爾鎮區 (密蘇里州克勞福德縣)
奧克希爾鎮區（英語：Oak Hill Township）是位於美國密蘇里州克勞福德縣的一個行政鎮區。

## 地方資料
奧克希爾鎮區的面積為168.35平方千米，當中陸地面積為167.92平方千米，而水域面積為0.43平方千米。根據2020年美國人口普查的數據，當地共有人口1850人，而人口密度為每平方千米10.99人。